# NGC 1246
NGC 1246 is een elliptisch sterrenstelsel in het sterrenbeeld Slingeruurwerk. Het hemelobject werd op 2 november 1834 ontdekt door de Britse astronoom John Herschel.

## Synoniemen
- PGC 11680
- ESO 82-9
- FAIR 229